# Opuntia huajuapensis
Opuntia huajuapensis är en kaktusväxtart som beskrevs av Bravo. Opuntia huajuapensis ingår i släktet fikonkaktusar, och familjen kaktusväxter. Inga underarter finns listade i Catalogue of Life.